# Carnarvonbecken
Das Carnarvonbecken (englisch: Carnarvon Basin) ist ein geologisches Sedimentbecken im Nordwesten von Western Australia, das entstand, als sich der North West Shelf Australiens bildete.
Das Festland des Carnarvonbeckens umfasst eine Fläche von 115.000 km² und der Offshore-Bereich etwa 535.000 km² mit einer Wassertiefe bis zu 3.500 Metern. Das Carnarvonbecken wird in zwei Hauptgebiete unterteilt, in das Nördliche Carnarvonbecken und das Südliche Carnarvonbecken.
Benannt ist das Sedimentationsbecken nach dem 4. Earl of Carnarvon.

## Nördliches Carnarvonbecken
Das Nördliche Carnarvonbecken umfasst das Exmouth Plateau, Wombat Plateau (auf dem nördlichen Teil des Exmouth Plateau), Investigator Sub-basin, Rankin Platform, Exmouth Sub-Basin, Barrow Sub-Basin, Dampier Sub-Basin, Beagle Sub-Basin, Enderby Terrace, Peedamullah Shelf und das Lambert Shelf.
Die bedeutenden Sub-Basins für die Erdölgewinnung liegen um Dampier, Exmouth und die Barrow Island.

## Südliches Carnarvonbecken
Das Südliche Carnarvonbecken beinhaltet das Gascoyne-, Merlinleigh-, Bidgemia- und Byro Sub-basin und die Bernier Platform und wird östlich von dem Archaean Pilbara Block flankiert.